# Eiland der Spinnen
Eiland der Spinnen (engl. Originaltitel: Web) ist ein Roman des englischen Science-Fiction-Autors John Wyndham und wurde 1979 – 10 Jahre nach seinem Tod – veröffentlicht. Die deutsche Erstausgabe erschien 1981 im Verlag Droemer Knaur in einer Übersetzung von Klaus Boer.

## Inhalt
In dem Buch bricht eine Gruppe Männer und Frauen zu einer weit entfernt liegenden Insel auf, in deren Nähe vor Jahren Atomtests durchgeführt worden sind. Die einheimische Bevölkerung war mehr oder weniger gewaltsam evakuiert und die Insel seither von keinem Menschen betreten worden. Die Ankömmlinge müssen nach der Landung feststellen, dass grässliche Kreaturen die Insel bevölkern.

## Deutsche Ausgabe
- John Wyndham: Eiland der Spinnen. Science-fiction-Roman (Originaltitel: Web). Deutsch von Klaus Boer. Deutsche Erstausgabe. Droemer Knaur, München und Zürich 1981, 128 S., ISBN 3-426-05741-7